# Lijst van Sloveense schrijvers
Dit is een lijst van Sloveense schrijvers. De lijst geeft een opsomming van Sloveenstalige schrijvers en dichters, die gerekend worden tot de Sloveense literatuur.

## A
- Rok Arih
- Anton Aškerc

## B
- Vladimir Bartol
- Vinko Beličič
- Aleš Berger
- France Bevk
- Andrej Blatnik
- Franček Bohanec
- Berta Bojetu
- Matej Bor (Vladimir Pavšič)
- Rado Bordon
- Peter Božič
- Ivan Bratko
- Kristina Brenk
- Andrej Brvar
- France Balantič
- Matej Brvar

## C
- Stanko Stajnkar
- Ivan Cankar
- Izidor Cankar
- Andrej Capuder
- Primož Čučnik
- Valentin Cundrič

## D
- Jurij Dalmatin
- Andrej Debeljak
- Milan Dekleva
- Lev Detela
- Mate Dolenc
- Drago Druškovič (ps. Rok Arih)
- Jože Dular

## E
- Fran Erjavec

## F
- Boris Fakin
- Bogomil Fatur
- Jože Felc
- Janko Ferk
- Emil Filipčič
- France Filipič
- Fran Saleški Finžgar
- Evald Flisar
- France Forstnerič
- Franjo Frančič
- Ervin Fritz

## G
- Nada Gaborovič
- Vladimir Gajšek
- Iztok Geister
- Ferdo Godina
- Pavel Golia
- Alenka Goljevšček
- Fran Govekar
- Branko Gradišnik
- Janez Gradišnik
- Alojz Gradnik
- Niko Grafenauer
- Simon Gregorčič
- Marica Gregorič-Stepančič
- Igo Gruden
- Slavko Grum

## H
- Vlado Habjan
- Maja Haderlap
- Milka Hartman
- Herman van Karinthië
- Andrej Hieng
- Zoran Hočevar
- Branko Hofman
- Ivan Hribovšek
- Marko Hudnik
- Jurij Hudolin

## I
- Alojz Ihan
- Anton Ingolič
- Andrej Inkret

## J
- Drago Jančar
- Stanko Janežič
- Gustav Januš
- Jurij Japelj
- Miran Jarc
- Simon Jenko
- Marjetka Jeršek
- Milan Jesih
- Dušan Jovanović
- Slavko Jug
- Branka Jurca
- Josip Jurčič

## K
- Mila Kačič
- Janez Kajzer
- Borut Kardelj
- Alma Karlin
- Jože Kastelic
- Anton Kašutnik
- Vladimir Kavčič
- Taras Kermauner
- Janko Kersnik
- Dragotin Kette
- Milan Kleč
- Miha Klinar
- Mile Klopčič
- Matjaž Kmecl
- Kniplič Darja
- Edvard Kocbek
- Matjaž Kocbek
- Zdenko Kodrič
- Andrej Kokot
- Marjan Kolar
- Janez Kolenc
- Karolina Kolmanič
- Peter Kolšek
- Ciril Kosmač
- France Kosmač
- Srečko Kosovel
- Stano Kosovel
- Miran Košuta
- Miroslav Košuta
- Polonca Kovač
- Lojze Kovačič
- Vladimir Kovačič
- Kajetan Kovič
- Lojze Kozar
- Željko Kozinc (ps. Peter Malik)
- Nada Kraigher
- Lojze Krakar
- Marijan Kramberger
- Miško Kranjec
- Naci Kranjec
- Marko Kravos
- Bratko Kreft
- Julius Kugy
- Lovro Kuhar
- Tone Kuntner

## L
- Feri Lainšček
- Fran Levstik
- Anton Tomaž Linhart
- Milan Lipovec
- Florjan Lipuš
- Danilo Lokar
- Zlatka Lokatos Obid
- Pavel Lužan

## M
- Rudolf Maister
- Svetlana Makarovič
- Vitan Mal
- Mimi Malenšek
- Katarina Marinčič
- Mateja Matevski
- Nada Matičič
- Neža Maurer
- Miha Mazzini
- Andrej Medved
- Janez Menart
- Ace Mermolja
- Fran Ksaver Meško
- Janko Messner
- Dušan Mevlja
- Fran Milčinski
- Miloš Mikeln
- Ivan Minatti
- Vladimir Mnemon
- Vinko Möderndorfer
- Jože Moškrič
- Brane Mozetič
- Uroš Mozetič
- Ivan Mrak
- Ludvik Mrzel
- Kristijan Muck
- Josip Murn Aleksandrov

## N
- Anton Novačan
- Bogdan Novak
- Boris A. Novak
- Marjeta Novak Kajzer
- Lela B. Njatin
- Lili Novy
- Novica Novaković

## O
- France Onič
- Vinko Ošlak
- Iztok Osojnik
- Nina Osredkar

## P
- Boris Pahor
- Tone Partljič
- Vesna Parun
- Tone Pavček
- Vid Pečjak
- Tone Perčič
- Ela Peroci
- Tone Peršak
- Aleksander Peršolja
- Žarko Petan
- Borut Petrovič
- Stane Pevec
- France Pibernik
- Matjaž Pikalo
- Anton Podbevšek
- Denis Poniž
- Jure Potokar
- Ivan Potrč
- Zoran Predin
- Aleksij Pregarc
- Ivan Pregelj
- Slavko Pregl
- France Prešeren
- Bert Pribac
- Marjan Pungartnik

## R
- Alojz Rebula
- Alojzij Remec
- Miha Remec
- Štefan Remic
- Primož Repar
- Braco Rotar
- Pavla Rovan
- Marjan Rožanc
- Smiljan Rozman
- Franček Rudolf
- Dimitrij Rupel

## S
- Dušan Šarotar
- Tomaž Šalamun
- Milan Šega
- Rudi Šeligo
- Mojca Seliškar
- Tone Seliškar
- Brane Senegačnik
- Zorko Simčič
- Črtomir Šinkovec
- Sandi Sitar
- Ivan Sivec
- Ada Škerl
- Polona Škrinjar
- Tone Škrjanec
- Andrej Skubic
- Miroslav Slana
- Jože Šmit
- Dominik Smole
- Jože Snoj
- Branko Šömen
- Milan Štante
- Jožef Stefan
- Artur Štern
- Josip Stritar
- Vanja Strle
- Gregor Strniša
- Klavdija Šumrada
- Aleksa Šušulić
- Marko Švabič
- Janez Švajncer
- Ivo Svetina
- Tone Svetina

## T
- Veno Taufer
- Ivan Tavčar
- Zora Tavčar
- Jernej Terseglav
- Marjan Tomšič
- Igor Torkar (Boris Fakin)
- Janez Trdina
- Primož Trubar

## U
- Jože Udovič

## V
- Damjan Vahen
- Josip Vandot
- Saša Vegri
- Sergej Verč
- Jovan Vesel-Koseski
- Josip Vidmar
- Maja Vidmar
- Milan Vidmar
- Danilo Viher
- Jernej Vilfan
- Milan Vincetič
- Jani Virk
- Valentin Vodnik
- Božo Vodušek
- Tomislav Vrečar
- Saša Vuga
- France Vurnik

## Z
- Vlado Žabot
- Franci Zagoričnik
- Ifigenija Zagoričnik
- Cvetko Zagorski
- Dane Zajc
- Lenart Zajc
- Zlatko Zajc
- Pavle Zidar
- Ciril Zlobec
- Jaša Zlobec
- Ivo Zorman
- Vitomil Zupan
- Mirko Zupančič
- Oton Župančič